# Evangelios de Egmond

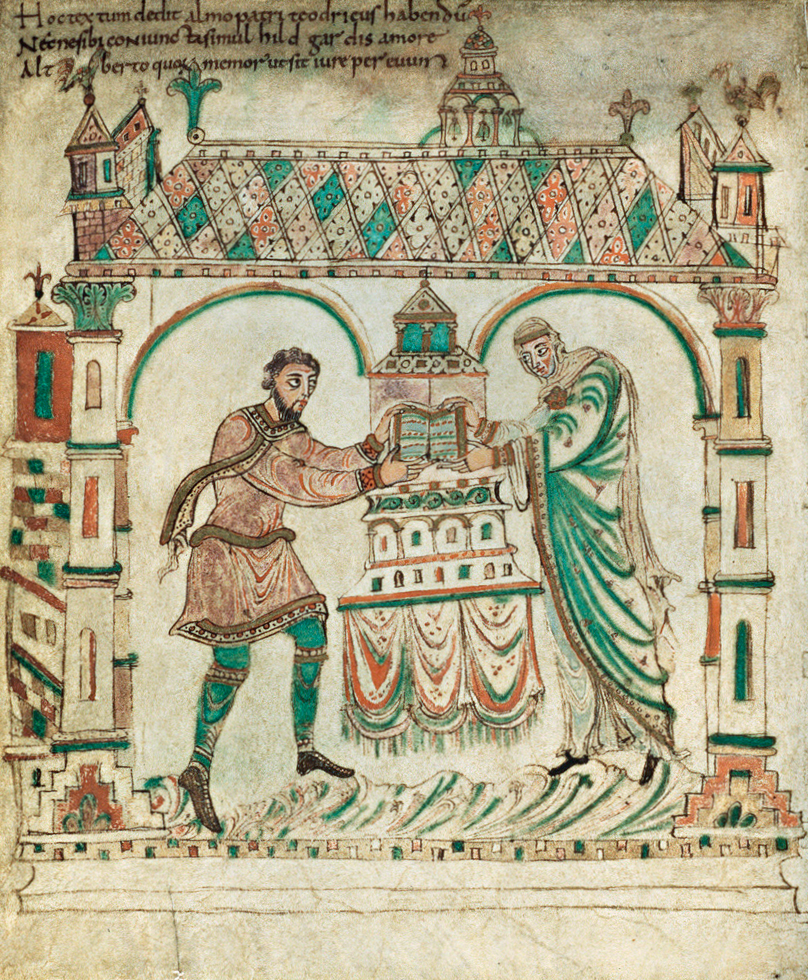
Teodorico II e Hildegarda entregando el evangeliario a la abadía (miniatura añadida en el siglo x)

Los Evangelios de Egmond (KB, 76 F 1) es un evangeliario iluminado del siglo ix. Es el manuscrito superviviente más antiguo que muestra escenas con holandeses, y constituye uno de los tesoros de arte cristiano más antiguo de los Países Bajos. Forma parte de la colección de la Biblioteca nacional de los Países Bajos.
El códice, que contiene los cuatro evangelios en latín, fue realizado aproximadamente entre 850 y 875 en Reims, en el noroeste de Francia. Está compuesto por 218 folios de vitela de 231 mm por 207 mm. El texto está escrito en minúscula carolina, a veinte líneas por página. La iluminación, de estilo franco-sajón, se realizó poco después, alrededor del año 900. El manuscrito presenta diez miniaturas, doce páginas con las tablas canónicas y ocho miniaturas a toda página
Hacia 975 pasó a manos de Teodorico II, conde de Holanda, quien lo donó a la Abadía de Egmond, probablemente para conmemorar la dedicación de su iglesia, que había mandado reconstruir en piedra. Para dar testimonio del hecho, encargó que se agregaran dos miniaturas. Una muestra a Teodorico y su esposa Hildegard mientras depositan el manuscrito en el altar; en la otra se ve al matrimonio en oración frente a Adalberto de Egmond, santo patrón de Egmond.
El evangeliario permaneció en la abadía hasta el siglo xvi, cuando fue llevado primero hacia Haarlem y más tarde a Colonia, para protegerlo de los disturbios causados durante la furia iconoclasta. Fue redescubierto en Utrecht a principios del siglo xix y adquirido por la Biblioteca Real holandesa.